# Franco Mori (ciclista)
Franco Mori (Minerbe, 14 agosto 1944) è un ex ciclista su strada italiano, professionista dal 1969 al 1973.

## Palmarès

### Strada
- 1965 (Dilettante)

Gran Premio Palio del Recioto
- 1971 (Scic, una vittoria)

Giro del Lazio

## Piazzamenti

### Grandi giri
- Giro d'Italia

1970: 30º
1971: 44º
1972: 63º
1973: 96º
- Tour de France

1970: 53º

### Classiche
- Milano-Sanremo

1970: 92º
1972: 75º
- Giro delle Fiandre

1972: 67º